# Wolfgang Gatzke
Wolfgang Gatzke (* 1952) war von 2004 bis November 2013 Direktor des Landeskriminalamts Nordrhein-Westfalen in Düsseldorf. 

## Leben
Gatzke trat 1970 in den Polizeidienst und wechselte schon früh in den Kriminaldienst. Dort war er in Düren und Aachen zur Bekämpfung von Einbruch-, Raub- und Tötungsdelikten sowie zur Bekämpfung der Drogenkriminalität eingesetzt.
1982 begann Gatzke die Ausbildung für den höheren Polizeivollzugsdienst an der Polizei-Führungsakademie in Münster-Hiltrup (jetzt Deutsche Hochschule der Polizei). Nach der Ausbildung wurde er in Düsseldorf in leitenden Funktionen für die Bekämpfung von Geiselnahmen, Entführungen und Erpressungen eingesetzt. Nach weiteren Verwendungen wechselte er ab 1993 in das Innenministerium Nordrhein-Westfalen, bis er 1997 zum Ständigen Vertreter des LKA-Direktors berufen wurde. Am 19. Januar 2004 wurde Gatzke vom Innenminister Fritz Behrens zum Direktor des Landeskriminalamtes ernannt.
| Personendaten    | Personendaten                                                               |
| ---------------- | --------------------------------------------------------------------------- |
| NAME             | Gatzke, Wolfgang                                                            |
| KURZBESCHREIBUNG | deutscher Polizist und Präsident des Landeskriminalamts Nordrhein-Westfalen |
| GEBURTSDATUM     | 1952                                                                        |